# Les Luthistes
Les Luthistes („Die Lautenisten“) bzw. Le Chœur des Muses ist eine Editionsreihe zu alter Lautenmusik, die von Jean Jacquot herausgegeben wurde und seit 1957 in Paris erscheint (CNRS).

## Inhaltsübersicht
Die Bände werden im Original nicht gezählt, sie folgen hier nach der Reihenfolge ihres Erscheinens.
- (I, 1957), Guillaume Morlaye, Psaumes de Pierre Certon réduits pour chant et luth (web) (web)
- (II, I960), Adrian Le Roy, Premier livre de tabulature de luth (1551)
- (III, 1962), Adrian Le Roy, „Fantaisies et danses“ aus A Briefe and easye Instruction (1568)
- (IV, 1962), Adrian Le Roy,  Psaumes (enthält das Tiers livre de tabulature de luth contenant vingt & un pseaulmes, 1552, und 8 Psalmen aus A Briefe and plaine Instruction, 1574)
- (V, 1963), Robert Ballard, Premier livre (1611)
- (VI, 1964), Robert Ballard, Deuxieme livre (1614) et Pièces diverses.